# 2014-es labdarúgó-világbajnokság-selejtező (AFC)
A 2014-es labdarúgó-világbajnokság ázsiai selejtező mérkőzéseit 2011-től 2013-ig játszották le. Összesen 43 válogatott vett részt a selejtezőn. Egy válogatott felfüggesztés miatt nem játszhatott, kettő pedig nem indult. Ázsiából négy válogatott jutott ki automatikusan a 2014-es labdarúgó-világbajnokságra, az ötödik helyezett csapatnak interkontinentális pótselejtezőt kellett játszania.

## A selejtező lebonyolítása
Az ázsiai selejtező két előselejtező körből, két csoportkörből, és egy pótselejtező mérkőzésből állt. A csapatok kiemelését a 2010-es labdarúgó-világbajnokság ázsiai selejtezőiben elért eredmények alapján végezték. Az első előselejtező fordulóban 16 csapat vett részt, a párosítások győztesei továbbjutottak a második fordulóba. A második előselejtezőben az első forduló 8 továbbjutója és a kiemelés szerint további 22 csapat vett részt. A 15 párosítás győztese jutott a harmadik fordulóba, azaz az első csoportkörbe.
Az első csoportkörben a kiemelés szerinti első öt helyen rangsorolt csapat és a második forduló 15 továbbjutója vett részt. A csoportok első két helyezettje jutott a második csoportkörbe, ahol két újabb öt csapatos csoportot képeztek. A két csoport első és második helyezettje automatikusan kijutott a világbajnokságra, míg a csoportok harmadik helyezett csapatai ázsiai pótselejtező mérkőzést játszottak.
Az ázsiai pótselejtező győztese interkontinentális pótselejtezőn vett részt. A pótselejtezőn az ellenfél a dél-amerikai ötödik, az észak-amerikai negyedik, és az óceániai csoport győztese lehetett.

## Kiemelés
A selejtezők kiemelésének listáját 2011. március 8-án adta ki az ázsiai szövetség, Guam és Bhután nem indult a selejtezőkön, Brunei pedig felfüggesztés miatt nem vehet részt.
A csapatok kiemelését a következők alapján végezték:
- Az 1–5. kiemeltek (A 2010-es világbajnokság résztvevői, és a 2010-es világbajnokság selejtezőjében az interkontinentális pótselejtezőn részt vett csapat) nem vesznek részt az első két fordulóban, csak a harmadik fordulóban (az első csoportkörben) kapcsolódnak be.
- A 6–27. kiemeltek (a 2010-es világbajnokság selejtezőjének 1. fordulójának győztesei, és még három vesztes csapat a legjobb eredmény alapján) az első fordulóban nem vesznek részt, csak a második fordulóban kapcsolódnak be.
- A 28–43. kiemeltek már az első fordulóban részt vesznek.

| Kiemelve a harmadik fordulóba (1–5. kiemeltek)                | Kiemelve a második fordulóba (6–27. kiemeltek) | Az első forduló résztvevői (28–43. kiemeltek) |
| ------------------------------------------------------------- | --- | --- |
| 1. Japán 2. Dél-Korea 3. Ausztrália 4. Észak-Korea 5. Bahrein | 1. Szaúd-Arábia 2. Irán 3. Katar 4. Üzbegisztán 5. Egyesült Arab Emírségek 6. Szíria 7. Omán 8. Jordánia 9. Irak 10. Szingapúr 11. Kína 12. Kuvait 13. Thaiföld 14. Türkmenisztán 15. Libanon 16. Jemen 17. Tádzsikisztán 18. Hongkong 19. Indonézia 20. Kirgizisztán 21. Maldív-szigetek 22. India | 1. Malajzia 2. Afganisztán 3. Kambodzsa 4. Nepál 5. Banglades 6. Srí Lanka 7. Vietnám 8. Mongólia 9. Pakisztán 10. Palesztina 11. Kelet-Timor 12. Makaó 13. Tajvan 14. Mianmar 15. Fülöp-szigetek 16. Laosz |

Jegyzet:
- Bruneit a FIFA 2009 szeptemberében felfüggesztette, ezért nem vehet részt.[1][5]
- Bhután és  Guam nem indult a selejtezőben.[1]

## Első forduló
Az első fordulóban a 16 legalacsonyabban rangsorolt válogatott vett részt. 8 párosítást sorsoltak, a csapatok oda-visszavágós rendszerben mérkőztek meg. A párosítások nyolc győztese jutott tovább a második fordulóba.

### Kiemelés
A csapatokat két kalapba osztották. Az „A kalapba” a rangsor 28–35. helyezettjei, a „B kalapba” a 36-43. helyezettjei kerültek.
| A kalap                                                                                   | B kalap                                                                                    |
| ----------------------------------------------------------------------------------------- | ------------------------------------------------------------------------------------------ |
| - Malajzia - Afganisztán - Kambodzsa - Nepál - Banglades - Srí Lanka - Vietnám - Mongólia | - Pakisztán - Palesztina - Kelet-Timor - Makaó - Tajvan - Mianmar - Fülöp-szigetek - Laosz |

### Párosítások
Az ázsiai selejtezők első fordulójának sorsolását 2011. március 30-án tartották Kuala Lumpurban, Malajziában. Az első mérkőzéseket 2011. június 29-én, a visszavágókat július 3-án játszották.
| 1. csapat   | Össz.Tooltip Aggregate score | 2. csapat      | 1. mérk. | 2. mérk.   |
| ----------- | ---------------------------- | -------------- | -------- | ---------- |
| Malajzia    | 4–4 (i.g.)                   | Tajvan         | 2–1      | 2–3        |
| Banglades   | 3–0                          | Pakisztán      | 3–0      | 0–0        |
| Kambodzsa   | 6–8                          | Laosz          | 4–2      | 2–6 (h.u.) |
| Srí Lanka   | 1–5                          | Fülöp-szigetek | 1–1      | 0–4        |
| Afganisztán | 1–3                          | Palesztina     | 0–2      | 1–1        |
| Vietnám     | 13–1                         | Makaó          | 6–0      | 7–1        |
| Nepál       | 7–1                          | Kelet-Timor    | 2–1      | 5–0        |
| Mongólia    | 1–2                          | Mianmar        | 1–0      | 0–2        |

## Második forduló
A második fordulóban az első forduló 8 továbbjutója és a selejtezők 6–27. helyen rangsorolt válogatottjai vettek részt, összesen 30 csapat. 15 párosítást sorsoltak, a csapatok oda-visszavágós rendszerben mérkőzrek meg. A párosítások 15 győztese jutott tovább a harmadik fordulóba.

### Kiemelés
A csapatokat két kalapba osztották. Az „A kalapba” a rangsor 6–20. helyezettjei, a „B kalapba” a 21–27. helyezettjei és az első forduló 8 továbbjutója került.
| A kalap | B kalap |
| --- | --- |
| - Szaúd-Arábia - Irán - Katar - Üzbegisztán - Egyesült Arab Emírségek - Szíria - Omán - Jordánia - Irak - Szingapúr - Kína - Kuvait - Thaiföld - Türkmenisztán - Libanon | - Jemen - Tádzsikisztán - Hongkong - Indonézia - Kirgizisztán - Maldív-szigetek - India - Malajzia (T) - Banglades (T) - Laosz (T) - Fülöp-szigetek (T) - Palesztina (T) - Vietnám (T) - Nepál (T) - Mianmar (T) |

Jegyzet
- T: Az 1. selejtezőkörből továbbjutott csapat, a sorsoláskor nem ismert.

### Párosítások
Az ázsiai selejtezők második fordulójának sorsolását is 2011. március 30-án tartották Kuala Lumpurban, Malajziában. A mérkőzéseket 2011. július 23-án és 28-án játszották.
| 1. csapat               | Össz.Tooltip Aggregate score | 2. csapat       | 1. mérk. | 2. mérk. |
| ----------------------- | ---------------------------- | --------------- | -------- | -------- |
| Thaiföld                | 3–2                          | Palesztina      | 1–0      | 2–2      |
| Libanon                 | 4–2                          | Banglades       | 4–0      | 0–2      |
| Kína                    | 13–3                         | Laosz           | 7–2      | 6–1      |
| Türkmenisztán           | 4–5                          | Indonézia       | 1–1      | 3–4      |
| Kuvait                  | 5–1                          | Fülöp-szigetek  | 3–0      | 2–1      |
| Omán                    | 4–0                          | Mianmar         | 2–0      | 2–0      |
| Szaúd-Arábia            | 8–0                          | Hongkong        | 3–0      | 5–0      |
| Irán                    | 5–0                          | Maldív-szigetek | 4–0      | 1–0      |
| Szíria                  | 6–1                          | Tádzsikisztán   | 2–1      | 4–0      |
| Katar                   | 4–2                          | Vietnám         | 3–0      | 1–2      |
| Irak                    | 2–0                          | Jemen           | 2–0      | 0–0      |
| Szingapúr               | 6–0                          | Malajzia        | 5–3      | 1–1      |
| Üzbegisztán             | 7–0                          | Kirgizisztán    | 4–0      | 3–0      |
| Egyesült Arab Emírségek | 5–2                          | India           | 3–0      | 2–2      |
| Jordánia                | 10–1                         | Nepál           | 9–0      | 1–1      |

## Harmadik forduló
A harmadik fordulóban az 5 kiemelt (1–5. helyen rangsorolt) csapat és a második forduló 15 továbbjutója, összesen 20 csapat vett részt. A csapatokat 5 darab négycsapatos csoportba sorsolták, a sorsolást 2011. július 30-án tartották Rio de Janeiróban. A csapatok oda-visszavágós, körmérkőzéses rendszerben mérkőztek meg egymással. A két csoport győztese és második helyezettje továbbjutott a negyedik fordulóba.

### Kiemelés
A 20 csapatot négy kalapba osztották a 2011. júliusi FIFA-világranglista alapján.
| 1. kalap                                       | 2. kalap                                                 | 3. kalap                                                   | 4. kalap                                                   |
| ---------------------------------------------- | -------------------------------------------------------- | ---------------------------------------------------------- | ---------------------------------------------------------- |
| - Japán - Ausztrália - Dél-Korea - Irán - Kína | - Üzbegisztán - Katar - Jordánia - Szaúd-Arábia - Kuvait | - Bahrein - Szíria - Omán - Irak - Egyesült Arab Emírségek | - Észak-Korea - Thaiföld - Szingapúr - Indonézia - Libanon |

### Csoportok
A mérkőzéseket 2011. szeptember 2-a és 2012. február 29-e között játszották.
A csoport
| Hely. | Csapat    | M | Gy | D | V | G+ | G– | Gk  | P  | Továbbjutás                       |     | Irak | Jordánia | Kína | Szingapúr |
| ----- | --------- | - | -- | - | - | -- | -- | --- | -- | --------------------------------- | --- | ---- | -------- | ---- | --------- |
| 1.    | Irak      | 6 | 5  | 0 | 1 | 14 | 4  | +10 | 15 | Továbbjutott a negyedik fordulóba |     | —    | 0–2      | 1–0  | 7–1       |
| 2.    | Jordánia  | 6 | 4  | 0 | 2 | 11 | 7  | +4  | 12 | Továbbjutott a negyedik fordulóba |     | 1–3  | —        | 2–1  | 2–0       |
| 3.    | Kína      | 6 | 3  | 0 | 3 | 10 | 6  | +4  | 9  |                                   |     | 0–1  | 3–1      | —    | 2–1       |
| 4.    | Szingapúr | 6 | 0  | 0 | 6 | 2  | 20 | −18 | 0  |                                   | 0–2 | 0–3  | 0–4      | —    |           |

B csoport
| Hely. | Csapat                  | M | Gy | D | V | G+ | G– | Gk  | P  | Továbbjutás                       |     | Dél-Korea | Libanon | Kuvait | Egyesült Arab Emírségek |
| ----- | ----------------------- | - | -- | - | - | -- | -- | --- | -- | --------------------------------- | --- | --------- | ------- | ------ | ----------------------- |
| 1.    | Dél-Korea               | 6 | 4  | 1 | 1 | 14 | 4  | +10 | 13 | Továbbjutott a negyedik fordulóba |     | —         | 6–0     | 2–0    | 2–1                     |
| 2.    | Libanon                 | 6 | 3  | 1 | 2 | 10 | 14 | −4  | 10 | Továbbjutott a negyedik fordulóba |     | 2–1       | —       | 2–2    | 3–1                     |
| 3.    | Kuvait                  | 6 | 2  | 2 | 2 | 8  | 9  | −1  | 8  |                                   |     | 1–1       | 0–1     | —      | 2–1                     |
| 4.    | Egyesült Arab Emírségek | 6 | 1  | 0 | 5 | 9  | 14 | −5  | 3  |                                   | 0–2 | 4–2       | 2–3     | —      |                         |

C csoport
| Hely. | Csapat        | M | Gy | D | V | G+ | G– | Gk  | P  | Továbbjutás                       |     | Üzbegisztán | Japán | Észak-Korea | Tádzsikisztán |
| ----- | ------------- | - | -- | - | - | -- | -- | --- | -- | --------------------------------- | --- | ----------- | ----- | ----------- | ------------- |
| 1.    | Üzbegisztán   | 6 | 5  | 1 | 0 | 8  | 1  | +7  | 16 | Továbbjutott a negyedik fordulóba |     | —           | 1–1   | 1–0         | 3–0           |
| 2.    | Japán         | 6 | 3  | 1 | 2 | 14 | 3  | +11 | 10 | Továbbjutott a negyedik fordulóba |     | 0–1         | —     | 1–0         | 8–0           |
| 3.    | Észak-Korea   | 6 | 2  | 1 | 3 | 3  | 4  | −1  | 7  |                                   |     | 0–1         | 1–0   | —           | 1–0           |
| 4.    | Tádzsikisztán | 6 | 0  | 1 | 5 | 1  | 18 | −17 | 1  |                                   | 0–1 | 0–4         | 1–1   | —           |               |

D csoport
| Hely. | Csapat       | M | Gy | D | V | G+ | G– | Gk | P  | Továbbjutás                       |     | Ausztrália (ország) | Omán | Szaúd-Arábia | Thaiföld |
| ----- | ------------ | - | -- | - | - | -- | -- | -- | -- | --------------------------------- | --- | ------------------- | ---- | ------------ | -------- |
| 1.    | Ausztrália   | 6 | 5  | 0 | 1 | 13 | 5  | +8 | 15 | Továbbjutott a negyedik fordulóba |     | —                   | 3–0  | 4–2          | 2–1      |
| 2.    | Omán         | 6 | 2  | 2 | 2 | 3  | 6  | −3 | 8  | Továbbjutott a negyedik fordulóba |     | 1–0                 | —    | 0–0          | 2–0      |
| 3.    | Szaúd-Arábia | 6 | 1  | 3 | 2 | 6  | 7  | −1 | 6  |                                   |     | 1–3                 | 0–0  | —            | 3–0      |
| 4.    | Thaiföld     | 6 | 1  | 1 | 4 | 4  | 8  | −4 | 4  |                                   | 0–1 | 3–0                 | 0–0  | —            |          |

E csoport
| Hely. | Csapat    | M | Gy | D | V | G+ | G– | Gk  | P  | Továbbjutás                       |     | Irán | Katar | Bahrein | Indonézia |
| ----- | --------- | - | -- | - | - | -- | -- | --- | -- | --------------------------------- | --- | ---- | ----- | ------- | --------- |
| 1.    | Irán      | 6 | 3  | 3 | 0 | 17 | 5  | +12 | 12 | Továbbjutott a negyedik fordulóba |     | —    | 2–2   | 6–0     | 3–0       |
| 2.    | Katar     | 6 | 2  | 4 | 0 | 10 | 5  | +5  | 10 | Továbbjutott a negyedik fordulóba |     | 1–1  | —     | 0–0     | 4–0       |
| 3.    | Bahrein   | 6 | 2  | 3 | 1 | 13 | 7  | +6  | 9  |                                   |     | 1–1  | 0–0   | —       | 10–0      |
| 4.    | Indonézia | 6 | 0  | 0 | 6 | 3  | 26 | −23 | 0  |                                   | 1–4 | 2–3  | 0–2   | —       |           |

## Negyedik forduló
A negyedik fordulóban a harmadik forduló csoportjainak két győztese és két második helyezettje került, összesen 10 válogatott. A csapatokat 2 darab ötcsapatos csoportba sorsolták. A csapatok oda-visszavágós, körmérkőzéses rendszerben mérkőztek meg egymással. A két csoport győztese és második helyezettje kijutott a 2014-es labdarúgó-világbajnokságra. A két harmadik helyezett pótselejtezőt játszott.

### Kiemelés
A 10 csapatot öt kalapba osztották a 2012. márciusi FIFA-világranglista alapján. Zárójelben olvasható a csapatok ranglista helyezése.
| 1. kalap                             | 2. kalap                   | 3. kalap                         | 4. kalap                       | 5. kalap                      |
| ------------------------------------ | -------------------------- | -------------------------------- | ------------------------------ | ----------------------------- |
| - Ausztrália (20.) - Dél-Korea (30.) | - Japán (33.) - Irán (51.) | - Üzbegisztán (67.) - Irak (76.) | - Jordánia (83.) - Katar (88.) | - Omán (92.) - Libanon (124.) |

### Csoportok
A mérkőzéseket 2012. június 3-a és 2013. június 18-a között játszották.
A csoport
| Hely. | Csapat      | M | Gy | D | V | G+ | G– | Gk | P  | Továbbjutás                         |     | Irán | Dél-Korea | Üzbegisztán | Katar | Libanon |
| ----- | ----------- | - | -- | - | - | -- | -- | -- | -- | ----------------------------------- | --- | ---- | --------- | ----------- | ----- | ------- |
| 1.    | Irán        | 8 | 5  | 1 | 2 | 8  | 2  | +6 | 16 | Kijutott a 2014-es világbajnokságra |     | —    | 1–0       | 0–1         | 0–0   | 4–0     |
| 2.    | Dél-Korea   | 8 | 4  | 2 | 2 | 13 | 7  | +6 | 14 | Kijutott a 2014-es világbajnokságra |     | 0–1  | —         | 1–0         | 2–1   | 3–0     |
| 3.    | Üzbegisztán | 8 | 4  | 2 | 2 | 11 | 6  | +5 | 14 | Pótselejtezőre került               |     | 0–1  | 2–2       | —           | 5–1   | 1–0     |
| 4.    | Katar       | 8 | 2  | 1 | 5 | 5  | 13 | −8 | 7  |                                     |     | 0–1  | 1–4       | 0–1         | —     | 1–0     |
| 5.    | Libanon     | 8 | 1  | 2 | 5 | 3  | 12 | −9 | 5  |                                     | 1–0 | 1–1  | 1–1       | 0–1         | —     |         |

B csoport
| Hely. | Csapat     | M | Gy | D | V | G+ | G– | Gk  | P  | Továbbjutás                         |     | Japán | Ausztrália (ország) | Jordánia | Omán | Irak |
| ----- | ---------- | - | -- | - | - | -- | -- | --- | -- | ----------------------------------- | --- | ----- | ------------------- | -------- | ---- | ---- |
| 1.    | Japán      | 8 | 5  | 2 | 1 | 16 | 5  | +11 | 17 | Kijutott a 2014-es világbajnokságra |     | —     | 1–1                 | 6–0      | 3–0  | 1–0  |
| 2.    | Ausztrália | 8 | 3  | 4 | 1 | 12 | 7  | +5  | 13 | Kijutott a 2014-es világbajnokságra |     | 1–1   | —                   | 4–0      | 2–2  | 1–0  |
| 3.    | Jordánia   | 8 | 3  | 1 | 4 | 7  | 16 | −9  | 10 | Pótselejtezőre került               |     | 2–1   | 2–1                 | —        | 1–0  | 1–1  |
| 4.    | Omán       | 8 | 2  | 3 | 3 | 7  | 10 | −3  | 9  |                                     |     | 1–2   | 0–0                 | 2–1      | —    | 1–0  |
| 5.    | Irak       | 8 | 1  | 2 | 5 | 4  | 8  | −4  | 5  |                                     | 0–1 | 1–2   | 1–0                 | 1–1      | —    |      |

## Pótselejtező
A negyedik forduló két csoportjának  harmadik helyezettje oda-visszavágós mérkőzést játszott egymással. A győztes interkontinentális pótselejtezőt játszott, a vesztes kiesett.
A pótselejtező két mérkőzését 2013. szeptember 6-án és 10-én játszották.
| 1. csapat | Össz.Tooltip Aggregate score | 2. csapat   | 1. mérk. | 2. mérk.   |
| --------- | ---------------------------- | ----------- | -------- | ---------- |
| Jordánia  | 2–2 (t. 9–8)                 | Üzbegisztán | 1–1      | 1–1 (h.u.) |

| 2013. szeptember 6. 19:00 (UTC+3) |

| Jordánia     | 1–1               | Üzbegisztán  |
| ------------ | ----------------- | ------------ |
| Al-Laham 30' | (1–1) Jegyzőkönyv | Djeparov 35' |

| King Abdullah Stadium, Ammán Nézőszám: 16 819 Játékvezető: Nisimura Júicsi (japán) |

| 2013. szeptember 10. 19:00 (UTC+5) |

| Üzbegisztán   | 1–1 (h. u.)                 | Jordánia   |
| ------------- | --------------------------- | ---------- |
| Ismailov 5'   | (1–1, 1–1, 1–1) Jegyzőkönyv | Murjan 42' |
| Büntetőpárbaj |                             |            |
|               | 8–9                         |            |

| Pakhtakor Markaziy Stadium, Taskent Nézőszám: 25 621 Játékvezető: Ben Williams (ausztrál) |

## Interkontinentális pótselejtező
A pótselejtező győztesének interkontinentális pótselejtezőt kellett játszania. A párosításról sorsolás döntött, melyet 2011. július 30-án tartottak Rio de Janeiroban. Az ázsiai ötödik helyezett csapat a dél-amerikai ötödik helyezettel játszott. A párosítás győztese jutott ki 2014-es labdarúgó-világbajnokságra.
| 1. csapat | Össz.Tooltip Aggregate score | 2. csapat | 1. mérk. | 2. mérk. |
| --------- | ---------------------------- | --------- | -------- | -------- |
| Jordánia  | 0–5                          | Uruguay   | 0–5      | 0–0      |